# Ciguha
Ciguha is een bestuurslaag in het regentschap Cianjur van de provincie West-Java, Indonesië. Ciguha telt 4389 inwoners (volkstelling 2010).